# Hospital Universitario Nuestra Señora de Candelaria
El Complejo Hospitalario Universitario Nuestra Señora de Candelaria (CHUNSC), popularmente conocido todavía por su antiguo nombre: La Residencia o también como La Candelaria es un centro hospitalario público de alcance general que, junto con el Hospital Universitario de Canarias, constituyen los dos hospitales principales (tercer nivel) de la isla de Tenerife (Canarias, España). Fundado en el año 1966 está ubicado en el municipio y ciudad de Santa Cruz de Tenerife. El nombre del hospital es en honor a la Virgen de Candelaria (Patrona de Canarias). 
El Complejo Hospitalario Universitario Nuestra Señora de Candelaria es el más grande de las Islas Canarias, está conformado por el Hospital Universitario Nuestra Señora de Candelaria, el Hospital del Sur de Tenerife , el C.A.E J.A Rumeu Hardisson y el Hospital de Tórax. Además es junto al ya citado Hospital Universitario de Canarias, un hospital de referencia en algunas especialidades para toda Canarias e incluso España.
Dispone de una superficie útil construida de 82.035 m², de los que 26.930 corresponden al edificio central, 23.980 a los bloques de hospitalización, 3.532 al servicio de urgencias, y dos edificios de 19.663 y 7.430 destinados a consultas externas. Aparte del centro principal dispone de otro edificio situado a unos 900 metros del anterior, denominado hospital de Ofra, de 12.069 m² orientado a la hospitalización de mayor estancia. El complejo hospitalario se encuentra bien comunicado con las autopistas del Norte y del Sur de Tenerife. 
Con un total de 3.391 profesionales, está orientado a la asistencia médica de la zona sur de Tenerife, y es hospital de referencia para las islas de La Gomera y El Hierro. Además, por sus características estructurales y tecnológicas y en función de las necesidades que de él se demandan, está acreditado como de referencia para todas las Áreas de Salud de Canarias, el servicio de Trasplante Hepático y el servicio de Alergología para la provincia de Santa Cruz de Tenerife. El Hospital Universitario Nuestra Señora de Candelaria cuenta con:
- 960 camas de las que 24 son camas de hospital de día y de menos de 24 horas.
- 90 locales de consulta externa y áreas de procedimiento de diagnóstico y terapéutica.
- 66 locales de consulta en centro de atención especializada.
- 22 quirófanos.

## Cronología sanitaria de Tenerife
Los cuidados de la salud se iniciaron en Tenerife en el propio período de la conquista, ya que las cuadrillas castellanas bajo las órdenes de Fernández de Lugo precisaron de atención sanitaria como consecuencia de los procesos traumáticos que produjo la guerra, e incluso de las enfermedades que surgieron en el transcurso de la misma.
Posteriormente, en los Acuerdos del Cabildo de Tenerife y también en las Actas Capitulares de 1497 del Ayuntamiento de La Laguna, se encuentran diferentes reseñas acerca de la contratación de los servicios de distintos profesionales del oficio, médicos, cirujanos, físicos o boticarios, entre otros.
No es hasta el año 1507 cuando irrumpen los primeros centros sanitarios y hospitalarios en la isla. En ese sentido se pueden citar el Hospital de Santa María de la Misericordia, el Hospital de La Antigua o de San Agustín y el Hospital de San Sebastián, todos ellos emplazados en la ciudad de La Laguna. Luego, en el año 1515 se suma a los anteriores el Hospital de Nuestra Señora de los Dolores. A principios del siglo XVI se estableció en La Orotava el Hospital de la Santísima Trinidad, mientras que en el ecuador de ese mismo siglo se fundaron los Hospitales de la Concepción de Icod y Garachico. La creación del primer hospital en Santa Cruz de Tenerife no llegaría hasta dos siglos más tarde, cuando se levantó el Hospital de Nuestra Señora de los Desamparados en el año 1745. Este hospital daría paso con el tiempo al antiguo Hospital Civil. Después, en 1777 se construyó en el actual Palacio de la Capitanía General de Canarias, de la Plaza Weyler, el Hospital Militar, y en 1784 el Hospicio de San Carlos, en la parcela que posteriormente ocuparía el cuartel militar. En el año 1842 se instituyó la Casa de Misericordia, mientras que en 1849 surgió la Casa de Huérfanos y Desamparados. 
Desde ese momento no se puede hablar de nuevos centros hospitalarios hasta la segunda mitad del siglo XX, cuando los avances económicos, las nuevas tecnologías, y un largo etcétera de factores hacen que se inauguren en Tenerife dos grandes hospitales de tercer nivel como son el propio Hospital Universitario Nuestra Señora de Candelaria (creado en 1966) y el Hospital Universitario de Canarias (1971)

## Servicios y especialidades
| - Alergología - Cardiología - Dermatología - Digestivo - Endocrinología - Extracción de Sangre - Hematología Clínica - Hospital de día de Hematología - Medicina Interna - Nefrología - Riñón y Vías Urinarias - Diálisis - Neumología - Hospital de día General - Hospital de día de Infecciosos - Oncología médica - Hospital de día de Oncología - Oncología Radioterápica - Neurología - Neurocirugía - Neurofisiología - Logopedia | - Oftalmología - Otorrinolaringología - Psiquiatría - Reumatología - Cirugía General - Cirugía Cardiovascular - Cirugía Oral, Maxilofacial y Estomatología - Cirugía Mayor Ambulatoria - Cirugía Plástica - Cirugía Torácica - Angiología y Cirugía Vascular - Cirugía Experimental - Anestesiología - Urología - Ginecología - Obstetricia - Reproducción Humana - Fisiopatología Fetal - Suelo Pélvico | - Atención Infantil - Pediatría - Traumatología - Rehabilitación - Ortopedia - Reumatología - Servicio de Urgencias - Unidad de Cuidados Paliativos - Unidad de Cuidados Intensivos - Radiología - Medicina Nuclear - Farmacología clínica - Física Médica - Microbiología - Inmunología - Anatomía Patológica - Medicina Preventiva - Aulas de Educación Sanitaria |

## Accesos
Las opciones de acceso al Hospital Universitario Nuestra Señora de Candelaria son mediante la Carretera General del Rosario o a través de la Autopista TF-5. Asimismo, en relación con el transporte público, cuenta con dos paradas de guaguas en cada una de las dos vías anteriormente señaladas. La línea 1 del tranvía tiene parada homónima en el hospital. También cuenta con parada de taxi.